# Vipera darevskii
Espèce
Synonymes
- Vipera kaznakovi dinniki Darevsky, 1956

Statut de conservation UICN

 CR B1ab(ii,iii)+2ab(ii,iii) : 
En danger critique
Vipera darevskii est une espèce de serpents de la famille des Viperidae.

## Répartition
Cette espèce se rencontre en Arménie, en Géorgie et en Turquie.

## Description
C'est un serpent venimeux.

## Étymologie
Cette espèce est nommée en l'honneur de l'herpétologiste russe Ilya Sergeevich Darevsky (1924-2009).

## Publication originale
- Vedmederja, Orlov & Tuniyev, 1986 : On taxonomy of three viper species of the Vipera kaznakowi complex. Trudy Zoologicheskogo Instituta, vol. 157, p. 55-61.